# Magistralni put M4 (Montenegro)
Der Magistralni put M4 ist eine Nationalstraße in Montenegro, die von der Landeshauptstadt Podgorica bis zur Grenze zu Albanien in Božaj am Skutarisee führt. Die Länge der Straße beträgt 22,3 Kilometer.
Sie ersetzt seit der Neunummerierung der montenegrinischen Hauptstraßen im Jahr 2016 den südlichen Teil der auf die frühere jugoslawische Nummerierung zurückgehenden Magistralni put M18.

## Verlauf
Die M4 führt auf der Trasse der ehemaligen M18 von Podgorica in Verlängerung des Magistralni put M3 am Magistralni put M2 in südöstlicher Richtung über Tuzi und am Humsko blato vorbei zum Grenzübergang Božaj und zum albanischen Grenzort Han i Hotit.  Von dort setzt sie sich am Ostufer des Skutaisees als Rruga shtetërore SH1 nach Shkodra fort.